# Tritymba
Tritymba é um gênero de mariposa pertencente à família Acrolepiidae.